# Warenhaus Brann
Warenhaus Brann was een warenhuis in Zürich met een aantal filialen in andere Zwitserse steden. Het vastgoed behoort nu toe aan de verzekeringsgroep Swiss Life.

## Geschiedenis
Julius Brann, een twintigjarige voormalig manager van de dependance van het Duitse warenhuis Knopf in Zürich, richtte in 1896 zijn eigen warenhuis op. Het was het eerste Zwitserse warenhuis. Een vestiging in Bazel volgde in 1897 en een volgende in St. Gallen in 1899.
In 1900 werd het warenhuis Brann in Zürich verplaatst naar een groter nieuw gebouw aan de Bahnhofstrasse, ontworpen door de architect Richard Kuder. In 1908 werd de commanditaire vennootschap omgezet naar een naamloze vennootschap. In 1910-1912 werd het warenhuis in Zürich aanzienlijk uitgebreid met een nieuw gebouw naar ontwerp van Pfleghard und Haefeli. In 1929 werden andere warenhuizen in Brann meerdere malen uitgebreid en werden nieuwe vestigingen in Zwitserland opgericht. Vanaf het midden van de jaren dertig werd Julius Brann AG het grootste Zwitserse retailbedrijf met ongeveer 2.200 medewerkers.
In 1939 nam Oscar Weber het bedrijf over en hernoemde het in 1941 tot Oscar Weber AG. Tussen 1956 en 1966 werden in Duitstalig Zwitserland nog meer filialen opgericht. Halverwege de jaren zeventig bezat de groep twaalf Weber-warenhuizen en verschillende dochterondernemingen die onder verschillende namen opereren, zoals het warenhuis "Regina" in Dietikon . Samen met Neue Warenhaus AG (opererend onder de EPA in Duitstalig Zwitserland en UNIP in Franstalig Zwitserland), werd Oscar Weber AG ondergebracht onder de paraplu van de in Zürich gevestigde Oscar Weber Holding (OWH).
Begin jaren tachtig verdwenen de Oscar Weber-warenhuizen uit het stadsbeeld, vooral door de ombouw naar EPA-warenhuizen. Voor het Brann-gebouw werd in 1983 een andere oplossing gevonden: het gebouw werd gerenoveerd en voor 30 jaar verhuurd aan Maus Frères Holding, die er in 1984 Vilan opende, het eerste Manor-warenhuis in Zürich. 
Het warenhuis bleef daardoor lange tijd gespaard van de daaropvolgende turbulentie bij OWH: de eigenarenfamilies Buhofer, Weber en Stöckli splitsten de holding in 1995 weer op: Neue Warenhaus AG werd eigenaar van de EPA-panden, terwijl de EPA-warenhuizen zelf ondergrbacht werden in EPA AG, dat daardoor formeel slechts een huurder van de eigendommen was. Alle eigendommen die niet door de EPA werden bezet, werden samengevoegd in Oscar Weber AG. Vanwege nauwe banden met de Schweizerische Rentenanstalt werd OWH medio 2001 verkocht aan Rentenanstalt, die de vastgoeddivisie behield, terwijl de familie Buhofer het warenhuisbedrijf EPA overnam en deze zelfstandig wilde voortzetten.
Vanaf 1 In februari 2002 nam Coop 40 % van het aandelenkapitaal van EPA AG over en kondigde in het najaar aan om de EPA-warenhuizen samen met de Coop-warenhuizen om te willen bouwen tot Coop City-warenhuizen. Begin 2004 nam Coop ook de resterende 60 % van het aandelenkapitaal van EPA over en kondigde medio 2004 verdere sluitingen van voormalige EPA-warenhuizen aan.
De verkoop van het Weber-vastgoed aan het huidige Swiss Life had gevolgen voor het gebruik van het Brann-gebouw. Toen de oorspronkelijke Weber-Maus-huurovereenkomst afliep, eiste Swiss Life ongeveer drie keer de huur voor een voortzetting van de huurovereenkomst, met verwijzing naar de te hoge lokale huren aan de Bahnhofstrasse. In eerste aanleg oordeelde de huurcommissie van Zurich dat het zogenaamde aanbod van Swiss Life onrealistisch was en niet gebaseerd moest zijn op willekeurige, lokale huren, maar op lokale huren voor warenhuizen. Eind september 2019 kondigde Manor aan dat het zou verhuizen van het hoofdkantoor aan de Bahnhofstrasse vanwege het uitblijven van overeenstemming met de verhuurder. Manor betaalde ongeveer 6 miljoen frank aan huur voor het onroerend goed per jaar. Manor is eind januari 2020 verhuisd. In het voorjaar van 2020 is gestart met een twee- tot driejarige verbouwing van het pand.